# Herm Gilliam
Herman L. Gilliam jr., detto Herm (Winston-Salem, 5 maggio 1946 – Salem, 16 aprile 2005), è stato un cestista statunitense, professionista nella NBA.

## Carriera
Venne selezionato dai Chicago Bulls al tredicesimo giro del Draft NBA 1968 (163ª scelta assoluta) e dai Cincinnati Royals al primo giro del Draft NBA 1969 (8ª scelta assoluta).

## Palmarès
- Campionato NBA: 1

Portland Trail Blazers: 1977